# Masaharu Nishi
Masaharu Nishi (født 29. maj 1977) er en tidligere japansk fodboldspiller.
Han har spillet for flere forskellige klubber i sin karriere, herunder Avispa Fukuoka og Ventforet Kofu.